# Reegan O'Gorman
Reegan O'Gorman (Canadá, 7 de mayo de 1996) es un jugador profesional canadiense de rugby que se desempeña en la posición de segunda línea en Rugby Football Club Los Angeles, equipo perteneciente a la liga Major League Rugby.

## Carrera
En 2019, O'Gorman se unió al equipo UBC Thunderbirds (2019-2020), después pasó a Austin Gilgronis (2020-2021), luego a New England Free Jacks (2021-2023), posteriormente a Rugby Football Club Los Angeles, disputando su cuarta temporada en la Major League Rugby.